# Bistum Bayombong

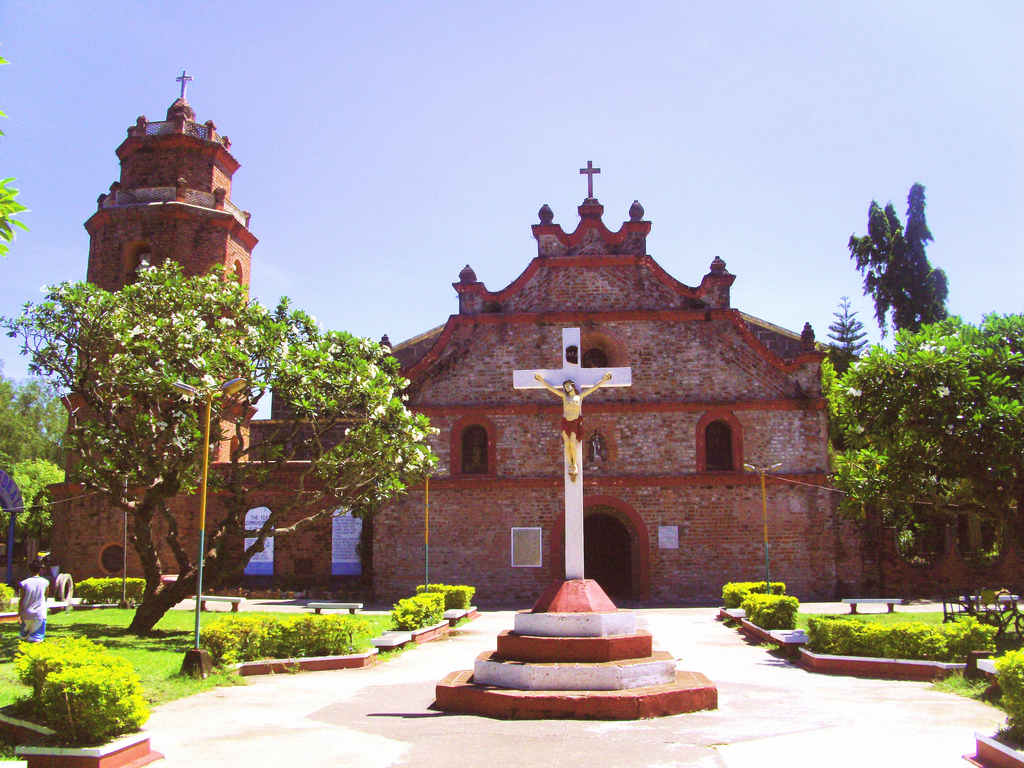
Cathedral of St. Dominic

Das Bistum Bayombong (lat.: Dioecesis Bayombongensis) ist eine in Mitte der Insel Luzon auf den Philippinen gelegene römisch-katholische Diözese mit Sitz in Bayombong. Es umfasst die Provinzen Nueva Vizcaya und Quirino.

## Geschichte
Papst Paul VI. gründete die Territorialprälatur Bayombong mit der Apostolischen Konstitution Patris instar  am 7. November 1966 aus Gebietsabtretungen des Bistums Tuguegarao und es wurde dem Erzbistum Nueva Segovia als Suffragandiözese unterstellt. 
Am 21. September 1974 wurde es Teil der Kirchenprovinz des Erzbistums Tuguegarao. Mit der Apostolischen Konstitution Cum Decessores wurde es am 15. November 1982 zum Bistum erhoben.

## Ordinarien

### Prälat von Bayombong
- Albert van Overbeke CICM (18. November 1966 – 15. November 1982)

### Bischöfe von Bayombong
- Albert van Overbeke CICM (15. November 1982 – 15. September 1986)
- Ramon B. Villena (15. September 1986 – 28. Mai 2016)
- Jose Elmer Imas Mangalinao (seit 24. Mai 2018)